# 新北市三峽區大成國民小學
新北市大成國民小學位於新北市三峽區成福路251巷2號，並建立於西元1947年初，是三峽區的一所迷你學校，附近茶業特產有碧螺春及蜜香紅茶，校內並有太鼓社團。

## 學校校史
前身為「大成國語講習所」由成福公學校長兼任主事並借用民宅上課，在1939年校名改為成福公學校大成分校。因臺灣光復後臺灣行政長官公署實行中制的國民學校改制為「大成國民學校」，1961年後陸續搬至現址上課（今成福路251巷2號）。1968年學校校名改稱為「臺北縣三峽鎮大成國民小學」。1999年大成國小成立「財團法人臺北縣三峽鎮大成國民小學普賢文教基金會」5年後由臺北縣政府及普賢文教基金會出資成立校史室。2010年12月25日因臺北縣升格為直轄市校名改為「新北市三峽區大成國民小學」至今日。
2017年4月大成國小建校70週年校慶，5月學生赴高雄參加瑪利亞基金會與高雄教育局合辦的「2017小學生公益行動競賽」。2019年10月7號大成國小圖書館竣工啟用。2019年9月19日大成國小校犬「阿醜」辭世。

## 歷任校長
| 項次 | 姓名   | 在職日期            |
| ---- | ------ | ------------------- |
| 1    | 陳君泉 | 1947年-1952年       |
| 2    | 朱詞因 | 1952年-1957年       |
| 3    | 朱德純 | 1957年-1965年       |
| 4    | 余福壽 | 1965年-1968年       |
| 5    | 王添生 | 1968年-1976年       |
| 6    | 郭連三 | 1976年-1980年       |
| 代理 | 蔡瑞金 | 1980年2月-1980年8月 |
| 8    | 劉文燦 | 1980年-1989年       |
| 9    | 何培才 | 1989年-1994年       |
| 10   | 李應宗 | 1994年-1998年       |
| 11   | 吳廷枋 | 1998年-2002年       |
| 12   | 林瑞昌 | 2002年-2006年       |
| 13   | 張以恒 | 2006年-2009年       |
| 14   | 朱玉環 | 2009年-2014年       |
| 15   | 江百川 | 2014年-2020年       |
| 16   | 賴添詢 | 2020年-至今         |

## 外部連結
- 新北市三峽區大成國民小學 （页面存档备份，存于）
- TNVR 新北市三峽區大成國小Facebook